# Tern Island (ö i Sydgeorgien och Sydsandwichöarna)
Tern Island är en ö i Sydgeorgien och Sydsandwichöarna (Storbritannien). Den ligger i den nordvästra delen av Sydgeorgien och Sydsandwichöarna.